# Louis Gabriel Pernot de Fontenoy
Louis Gabriel Angélique Pernot de Fontenoy est un homme politique français né le 31 octobre 1772 à Chalaines (Meuse) et décédé le 27 avril 1841 à Agen (Lot-et-Garonne).
Inspecteur général du Trésor, puis receveur général à Amiens, il est député de la Meuse de 1815 à 1816, siégeant dans la majorité de la Chambre introuvable.

## Sources
- « Louis Gabriel Pernot de Fontenoy », dans Adolphe Robert et Gaston Cougny, Dictionnaire des parlementaires français, Edgar Bourloton, 1889-1891 [détail de l’édition]